# Cnemidocarpa mollis
Cnemidocarpa mollis är en sjöpungsart som först beskrevs av William Stimpson 1852.  Cnemidocarpa mollis ingår i släktet Cnemidocarpa och familjen Styelidae. Arten har ej påträffats i Sverige. Inga underarter finns listade i Catalogue of Life.